# Cinco Naciones Femenino 1999
El Cinco Naciones Femenino 1999 fue la cuarta edición del principal torneo de rugby femenino europeo.
La principal novedad de esta temporada fue la incorporación del seleccionado de Francia al torneo.

## Participantes
- Escocia
- Francia
- Gales
- Inglaterra
- Irlanda

## Clasificación
| Pos. | País       | Partidos | Partidos | Partidos  | Partidos | Anotación | Anotación | Anotación  | Puntos |
| Pos. | País       | Jugados  | Ganados  | Empatados | Perdidos | A favor   | En contra | Diferencia | Puntos |
| ---- | ---------- | -------- | -------- | --------- | -------- | --------- | --------- | ---------- | ------ |
| 1    | Inglaterra | 4        | 4        | 0         | 0        | 186       | 26        | +160       | 8      |
| 2    | Francia    | 4        | 3        | 0         | 1        | 114       | 36        | +78        | 6      |
| 3    | Escocia    | 4        | 2        | 0         | 2        | 70        | 127       | -57        | 4      |
| 4    | Gales      | 4        | 1        | 0         | 3        | 42        | 120       | -78        | 2      |
| 5    | Irlanda    | 4        | 0        | 0         | 4        | 5         | 128       | -123       | 0      |

## Resultados
| 7 de febrero | Irlanda | 0 - 24 | Francia |  |  |

| 7 de febrero | Escocia | 23 - 0 | Gales |  |  |

| 28 de febrero | Inglaterra | 34 - 7 | Escocia |  |  |

| 28 de febrero | Gales | 26 - 0 | Irlanda |  |  |

| 5 de marzo | Francia | 34 - 5 | Gales |  |  |

| 7 de marzo | Irlanda | 0 - 56 | Inglaterra |  |  |

| 21 de marzo | Inglaterra | 13 - 8 | Francia |  |  |

| 21 de marzo | Escocia | 22 - 5 | Irlanda |  |  |

| 9 de abril | Francia | 48 - 18 | Escocia |  |  |

| 10 de abril | Gales | 11 - 83 | Inglaterra |  |  |

| Bandera de Inglaterra |
| Campeón Inglaterra    |
| Tercer título         |